# دانیله دوس سانتوس د پائولا باتیستا
دانیله دوس سانتوس د پائولا باتیستا (انگلیسی: Daniele dos Santos de Paula Batista؛ زادهٔ ۲ آوریل ۱۹۸۳) بازیکن فوتبال اهل برزیل است.
از باشگاه‌هایی که در آن بازی کرده‌است می‌توان به باشگاه ورزشی واسکو دوگاما اشاره کرد.
وی همچنین در تیم ملی فوتبال زنان برزیل بازی کرده‌است.